# BMW N57
BMW N57 — дизельный двигатель внутреннего сгорания немецкого автоконцерна BMW, производство которого началось в 2008 году.

## Технические характеристики
Двигатель BMW N57 оснащён турбонаддувом и водяным охлаждением под наклоном 30 градусов с двумя верхними распределительными валами. Картер двигателя сделан из алюминия. Чтобы выдерживать возникающие напряжения, к днищу картера прикручивается усилительная пластина. Подшипники коленчатого вала изготовлены из запечённого металла. В цилиндрах используются сухие гильзы, термически соединенные с блоком цилиндров. Распределительные валы приводят в действие клапаны. Впускной клапанный механизм приводится в движение распредвалом, который вращается цепью от коленчатого вала. Распредвал выпускного механизма вращается шестернями от впускного распредвала. Топливо впрыскивается непосредственно в цилиндры с помощью системы Bosch Common Rail. В зависимости от модели давление впрыска составляет от 1800 до 2000 бар. В зависимости от модели устанавливается турбокомпрессор выхлопных газов с изменяемой геометрией турбины и дополнительные турбокомпрессоры, соединённые с интеркулером.
| Тип           | Диаметр × Ход поршня | Объём    | Степень сжатия | Мощность при об/мин          | Крутящий момент (Н*м) при об/мин | Годы производства |
| ------------- | -------------------- | -------- | -------------- | ---------------------------- | -------------------------------- | ----------------- |
| N57D30UL      | 90 × 84 мм           | 2993 см3 | 16,5:1         | 150 кВт (204 л. с.) при 3750 | 430 при 1750—2500                | 2010—2013         |
| N57D30UL      | 90 × 84 мм           | 2993 см3 | 16,5:1         | 155 кВт (211 л. с.) при 4000 | 450 при 1750—2500                | —                 |
| N57D30OL      | 90 × 84 мм           | 2993 см3 | 16,5:1         | 180 кВт (245 л. с.) при 4000 | 520 при 1750—3000                | 2008—2013         |
| N57D30OL      | 90 × 84 мм           | 2993 см3 | 16,5:1         | 180 кВт (245 л. с.) при 4000 | 540 при 1750—3000                | 2008—2014         |
| N57D30OL(TU)  | 90 × 84 мм           | 2993 см3 | 16,5:1         | 190 кВт (258 л. с.) при 4000 | 560 при 2000—2750                | с 2011            |
| N57D30TOP     | 90 × 84 мм           | 2993 см3 | 16,5:1         | 220 кВт (299 л. с.) при 4400 | 600 при 1500—2500                | 2010—2012         |
| N57D30TOP     | 90 × 84 мм           | 2993 см3 | 16,5:1         | 225 кВт (306 л. с.) при 4400 | 600 при 1500—2500                | 2009—2014         |
| N57D30TOP(TU) | 90 × 84 мм           | 2993 см3 | 16,5:1         | 230 кВт (313 л. с.) при 4400 | 630 при 1500—2500                | с 2011            |
| N57D30S1      | 90 × 84 мм           | 2993 см3 | 16,5:1         | 280 кВт (381 л. с.) при 4400 | 740 при 2000—3000                | с 2012            |
| источник      |                      |          |                |                              |                                  |                   |